# Jonas Mekas
Jonas Mekas (24. prosince 1922 Biržai – 23. ledna 2019 New York) byl litevsko-americký experimentální filmový režisér, básník a fotograf.

## Životopis
Během druhé světové války byl spolu se svým bratrem Adolfasem převezen do pracovního tábora v německém Elmshornu, kde strávil osm měsíců. V letech 1946–1948 studoval filosofii na Univerzitě Johannese Gutenberga. V roce 1949 se svým bratrem emigroval do USA a usadili se v Brooklynu. Zde začal točit své první experimentální filmy. V roce 1954 spoluzaložil časopis Film Culture a v roce 1961 pak The Film-Makers' Cooperative.
Zemřel 23. ledna 2019 ve věku 96 let.
Německý režisér Peter Sempel o něm natočil tři filmy – Jonas in the Desert (1991), Jonas at the Ocean (2004) a Jonas in the Jungle (2013).